# Ротшилдово бодљикаво прасе
Ротшилдово бодљикаво прасе (лат. Coendou rothschildi, енгл. Rothschild's porcupine) је сисар из реда глодара (Rodentia) и фамилије бодљикави прасићи Новог света (Erethizontidae).

## Таксономија
Према ауторима књиге „Врсте сисара света” ("Mammal Species of the World") ротшилдово бодљикаво прасе (Coendou rothschildi) је валидна врста, која је ендемска у Панами, али они остављају могућност да није посебна врсте већ да је подврста двобојног бодљикавог прасета. Према Међународној унији за заштиту природе ротшилдово бодљикаво прасе (Coendou rothschildi) је синоним за Андско бодљикаво прасе (Coendou quichua), према овом извору оно насељава Колумбију и Еквадор.

## Угроженост
Према Међународној унији за заштиту природе не постоји довољно података о угрожености ротшилдовог бодљикавог прасета (Coendou rothschildi). Ово због тога што је таксономски статус врсте несигуран, као и због непостојања скорашњих података о бројности и претњама са којима се суочава. У областима које насељава по правилу је ретка или неуобичајена врста, а сумња се да се популација врсте смањује због уништавања станишта, до кога долази због крчења шума да би се створиле нове обрадиве површине.

## Распрострањеност и станиште
Преовладава мишљење да је врста ендемска у Панами. Популација у западном Еквадору припада или ротшилдовом бодљикавом прасету (Coendou rothschildi) или двобојном бодљикавом прасету (Coendou bicolor).
Станиште врсте су шуме.